# Daya Nueva
Daya Nueva es un municipio de la Comunidad Valenciana, en España. Está situado en la provincia de Alicante y en la comarca de la Vega Baja del Segura. Cuenta con una población de 1832 habitantes (INE 2024). Se trata de un municipio hispanófono, en el que el español cuenta con el predominio lingüístico reconocido legalmente. 

## Geografía
Se encuentra al sur de la provincia de Alicante en la comarca de la Vega Baja, en el sector de huerta extendido a la izquierda, más por el extremo derecho, pero pegado a la izquierda, del río Segura, al este de Almoradí. 

### Accesos
Una vía rápida la comunica con la Autovía de Murcia por Crevillente y con Torrevieja. A 45 km de Alicante y a 87 km de Benidorm.

### Localidades limítrofes
Almoradí, Dolores, Daya Vieja, Formentera del Segura y Rojales, todas ellas en la provincia de Alicante.

## Historia
Daya, la Nueva,  fue concedida inicialmente por Alfonso X el Sabio, junto con Almoradí y su término, al noble castellano Fernán Pérez de Guzmán. Hacia 1411, el lugar estaba formado por una casona fortificada, residencia del señor; una aldea cristiana de doce familias y una pequeña aljama mudéjar que contenía tesoros insospechados.
Del siglo XIV al XVII estuvo regentado por los Masquefa, Rocafull y Boil. En el siglo XVI (18 de marzo de 1566), Daya Nueva se constituyó en baronía, recayendo su título en Jaime de Masquefa, y posteriormente en los Rabasa de Perellós, marqueses de Dos Aguas, con posterioridad pasó a los Roca de Togores. A finales del siglo XIX Vicente Dasí Puigmoltó, hijo del sexto marqués de Dos Aguas adquirió el título de conde-mayor.
Hasta 1857 el municipio se denominó Daya Nueva y Daya Vieja. En 1974, Daya Nueva anexionó al municipio colindante de Puebla de Rocamora.
En el escudo aparecen tres peras del escudo, que ya figuraban antes de la unión entre Daya Nueva y Puebla de Rocamora.

## Geografía humana

### Demografía
Cuenta con una población de 1832 habitantes (INE 2024).
| Gráfica de evolución demográfica de Daya Nueva entre 1842 y 2021 |
| |
| Población de derecho según los censos de población del INE Población de hecho según los censos de población del INEEn este censo se denominaba Daya Nueva y Daya Vieja: 1842 Entre el censo de 1981 y el anterior, crece el término del municipio porque incorpora a 03108 (Puebla de Rocamora) |

| Nacionalidad | Hombres | Mujeres | Total | %     | Proporción |
| ------------ | ------- | ------- | ----- | ----- | ---------- |
| Española     | 626     | 649     | 1275  | 72.5% |            |
| Extranjera   | 234     | 249     | 483   | 27.4% |            |

### Economía
La principal actividad económica siempre ha sido la agricultura de regadío, con producción de agrios, alcachofas y patatas. Aunque paulatinamente, el municipio ha incorporado comercios y otros negocios, avanzando hacia una economía más moderna.

## Política
| Periodo   | Nombre                                                                     | Partido                            |
| --------- | -------------------------------------------------------------------------- | ---------------------------------- |
| 1979-1983 | Francisco Martínez Aguirre                                                 | UCD                                |
| 1983-1987 | Juan García García                                                         | AP                                 |
| 1987-1991 | Juan García García                                                         | AP                                 |
| 1991-1995 | Francisco Mateo Vázquez (1991-1992) Francisco Martínez Aguirre (1992-1995) | PSPV-PSOE PP                       |
| 1995-1999 | Manuel Mariano Pedraza Pedraza                                             | PP                                 |
| 1999-2003 | Manuel Mariano Pedraza Pedraza                                             | PP                                 |
| 2003-2007 | Manuel Mariano Pedraza Pedraza                                             | PP                                 |
| 2007-2011 | Pablo Castillo Ferri                                                       | PP                                 |
| 2011-2015 | María Teresa Martínez Girona                                               | UPDN - Unión Popular de Daya Nueva |
| 2015-2019 | María Teresa Martínez Girona                                               | UPDN - Unión Popular de Daya Nueva |
| 2019-2023 | María Teresa Martínez Girona (2019-2021) Pablo Girona García (2021-2023)   | Cs - Ciudadanos PSPV-PSOE          |
| 2023-act. | Pablo Girona García (2023-2025) Pablo García Barberá (2025-2027)           | PSPV-PSOE PP                       |

| Mandato   | Nombre del alcalde             | Partido Político |
| --------- | ------------------------------ | ---------------- |
| 1979–1983 | Franciso Martínez Aguirre      | UCD              |
| 1983–1987 | Juan García García             | AP               |
| 1987–1991 | Juan García García             | APA              |
| 1991–1992 | Francisco Mateo Vázquez        | PSOE-PSPV        |
| 1992–1995 | Francisco Martínez Aguirre     | PP               |
| 1995–1999 | Manuel Mariano Pedraza Pedraza | PP               |
| 1999–2003 | Manuel Mariano Pedraza Pedraza | PP               |
| 2003–2007 | Manuel Mariano Pedraza Pedraza | PP               |
| 2007–2011 | Pablo Castillo Ferri           | APDN-PP          |
| 2011–2015 | Teresa Martínez Girona         | UPDN             |
| 2015–2019 | Teresa Martínez Girona         | Cs               |
| 2019-2022 | Teresa Martínez Girona         | Cs               |
| 2022-2024 | Pablo Girona García            | PSOE-PSPV        |
| 2024-Act. | Pablo García Barberá           | PP               |

## Galería fotográfica
- Iglesia de San Miguel. Edificio de interés arquitectónico, social, religioso y cultural.

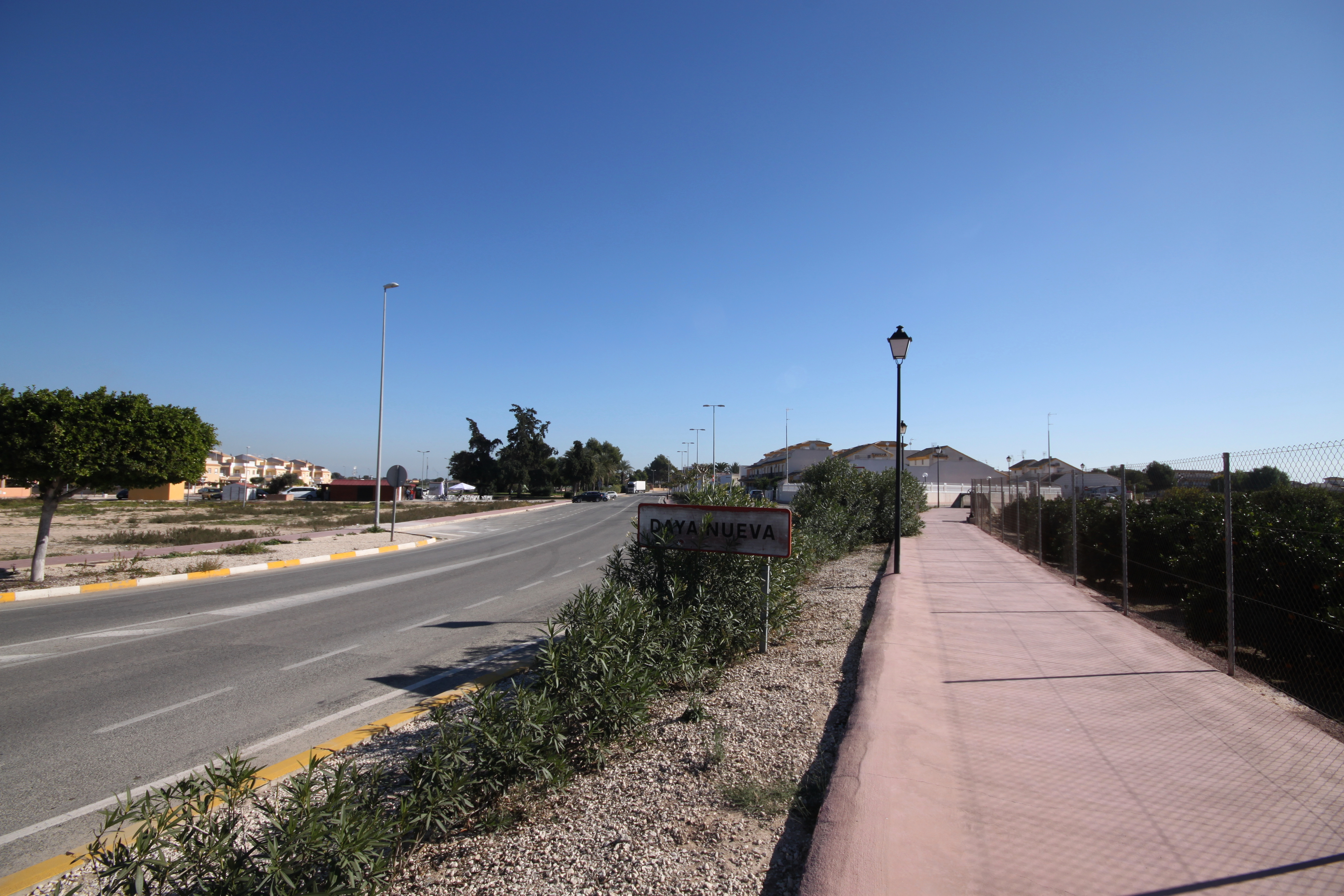
Acceso
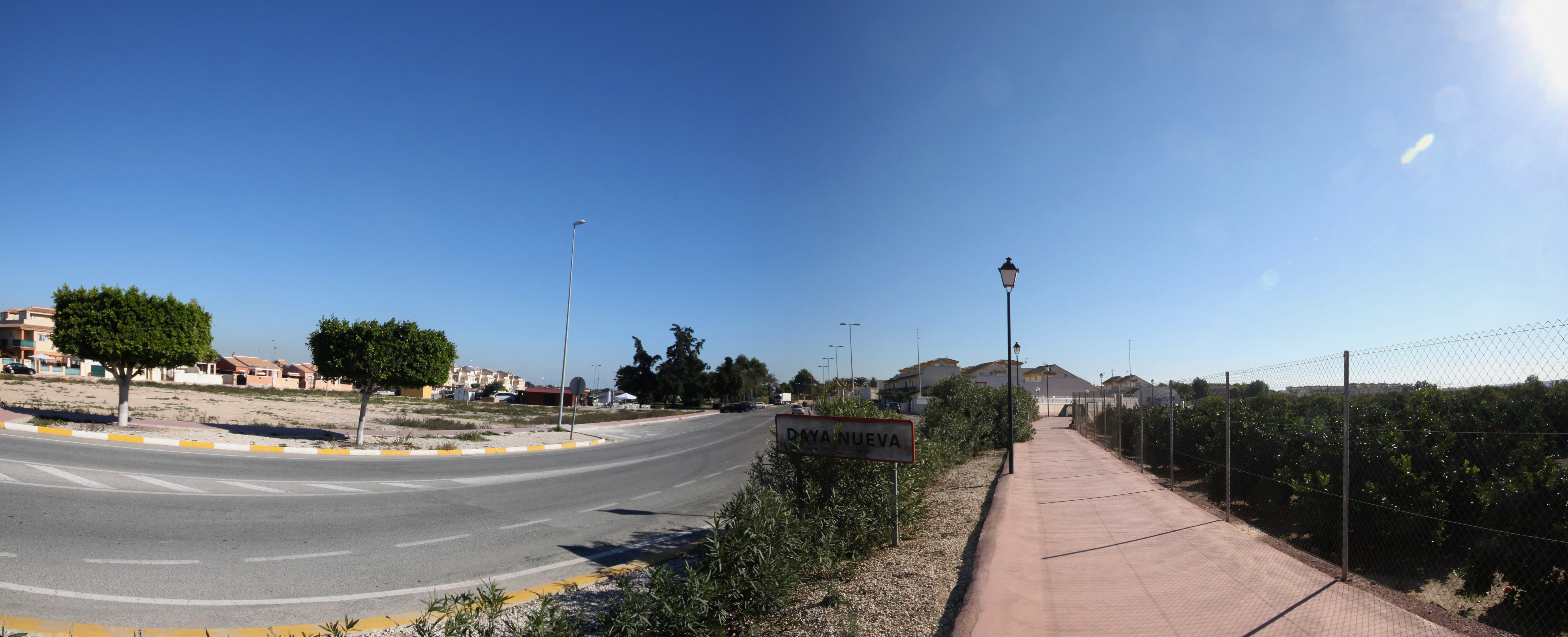
Acceso ampliado

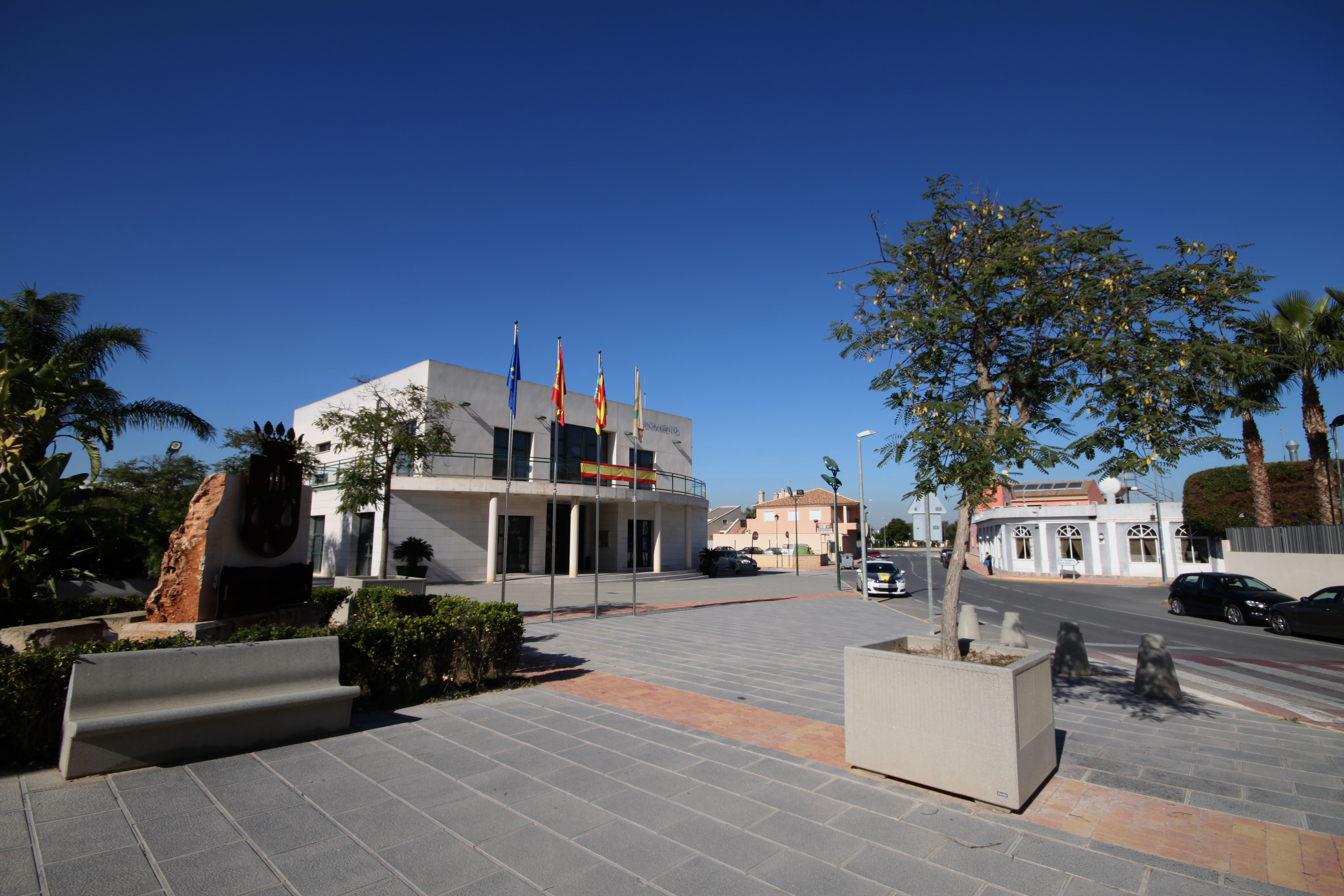
Ayuntamiento
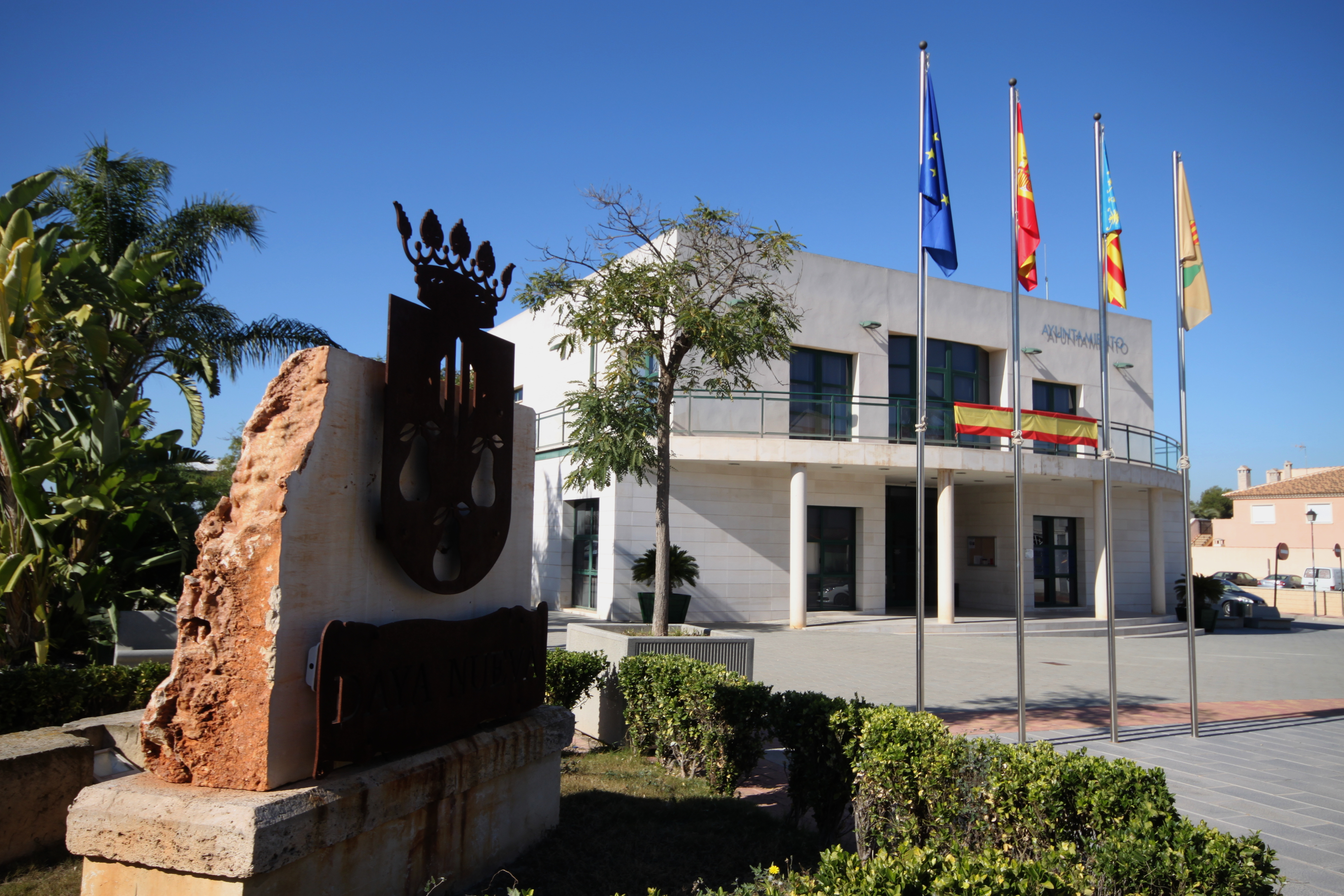
Ayuntamiento y detalle
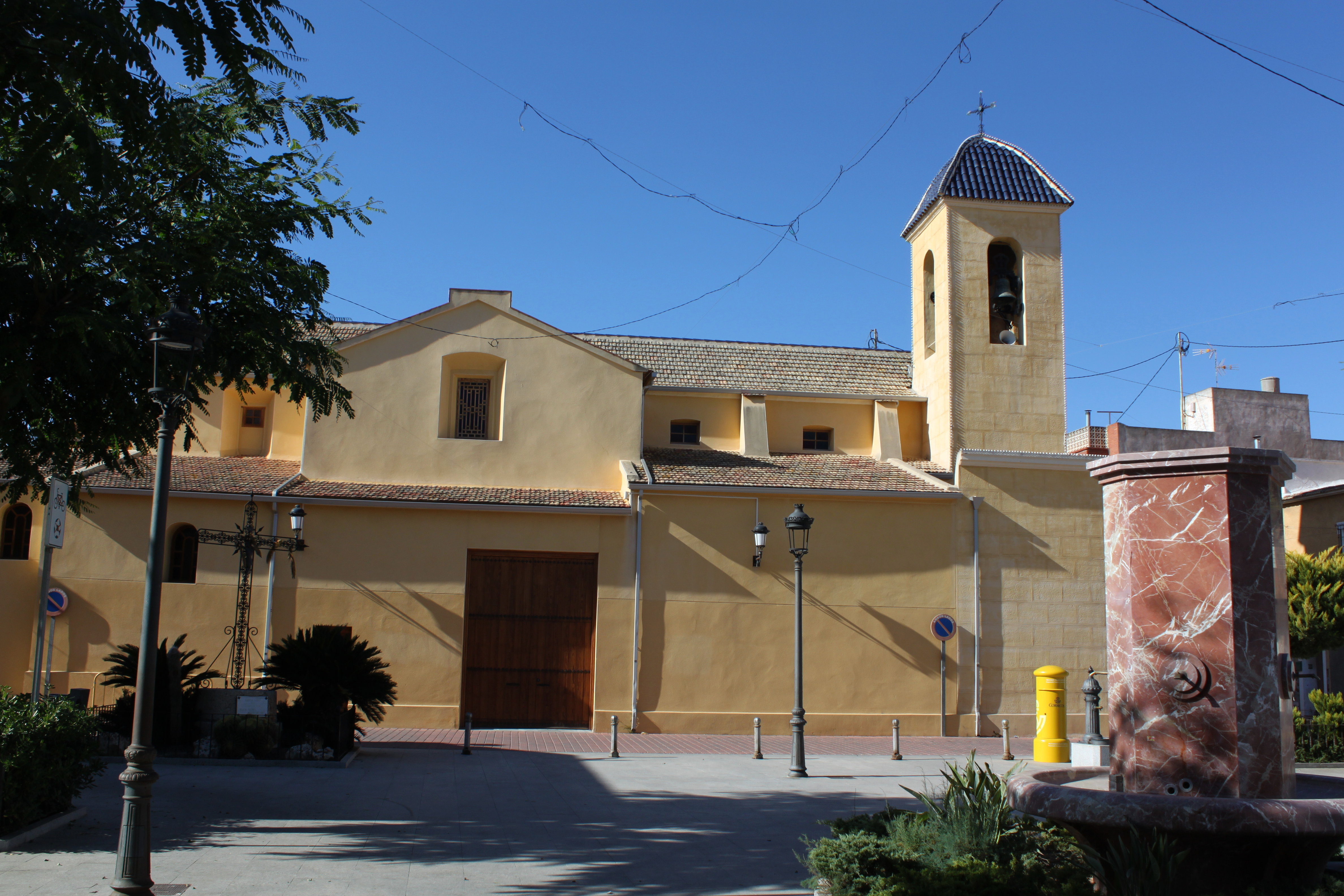
Iglesia
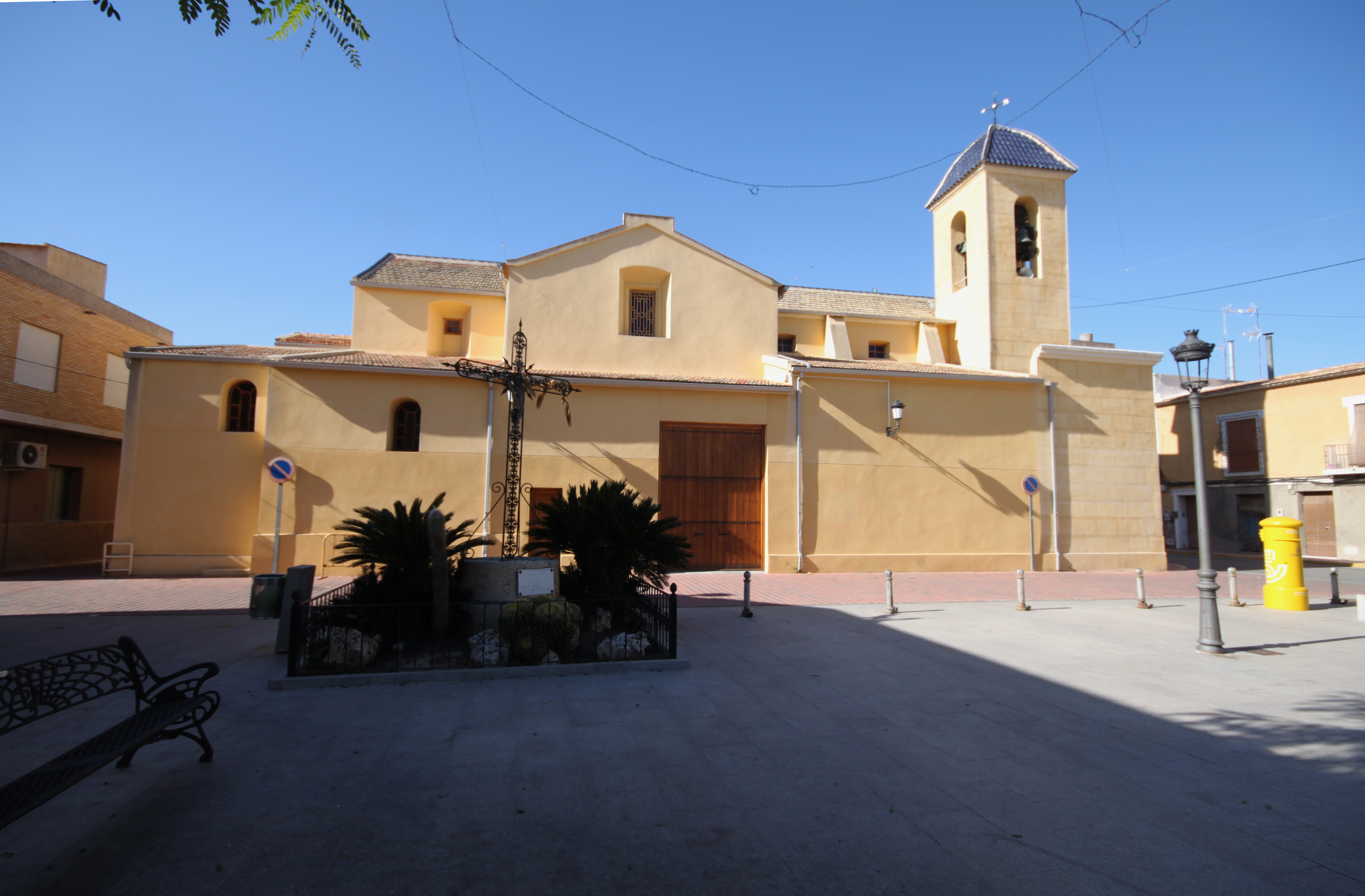
Iglesia y detalle